# Iniquis afflictisque
Iniquis afflictisque (Sobre a perseguição da Igreja no México) é uma encíclica do Papa Pio XI promulgada em 18 de novembro de 1926, para denunciar a perseguição à Igreja Católica no México. Foi uma das três encíclicas relativas ao México, incluindo Acerba animi (1932) e Firmissimam Constantiamque (1937). O governo mexicano da época estava envolvido em perseguições violentamente anticlericais à Igreja e o papa criticou duramente o governo por seus abusos.
O papa criticou a interferência do Estado em questões de culto, a proibição de ordens religiosas e a expropriação de propriedades da Igreja. Ele observou que "os padres são... privados de todos os direitos civis e políticos. Eles são colocados na mesma classe que os criminosos e os loucos".